# بطولة العالم لسباقات فورمولا 1 موسم 1953
بطولة العالم لسباقات فورمولا 1 موسم 1953 عقدت في سنة 1953 م، وفاز بها البرتو اسكاري (بالإنجليزية: Alberto Ascari)‏ من فريق فيراري (بالإنجليزية: Ferrari)‏ بسيارته الفيراري. البرتو اسكاري الذي بدأ السباق في الخط رقم 6 حصل على أفضل توقيت في الجولة 4 من السباق في أسرع لفة له. هذا السائق في المجموع حصد 34.5 نقطة.

## الوصلات الخارجية
- الموقع الرسمي للفورمولا 1